# Manuel Consiglieri
Manuel Eugenio Consiglieri Mayorga (* 15. November 1915 in Lima; † nach 1949) war ein peruanischer Leichtathlet, der 1941 und 1943 Südamerikameister im Diskuswurf wurde.
Consiglieri gewann bei den Südamerikameisterschaften 1935 in Santiago de Chile mit 39,67 Metern die Bronzemedaille hinter den beiden Chilenen Waldo Schönfeldt und Héctor Benapres. Erst sechs Jahre später war er bei den Südamerikameisterschaften 1941 in Buenos Aires wieder erfolgreich; mit 46,40 Metern warf er seine persönliche Bestleistung und siegte mit 1,35 Meter Vorsprung auf den Chilenen Karsten Brodersen. Zwei Jahre später verteidigte er bei den Südamerikameisterschaften 1943 in Santiago de Chile verteidigte er seinen Titel mit 44,63 Metern erfolgreich mit fast drei Metern Vorsprung auf seinen Landsmann Eduardo Julve. 1947 in Rio de Janeiro belegte Consiglieri mit 42,51 Metern den fünften Platz. Bei den Olympischen Spielen 1948 in London verpasste Consiglieri als 17. mit 43,01 Metern die Qualifikation für das Finale. Seine letzte Medaille gewann er bei den Südamerikameisterschaften 1949 in Lima, mit 44,14 Metern erhielt er die Bronzemedaille hinter dem Argentinier Emilio Malchiodi und dem Chilenen Brodersen.
Bei einer Körpergröße von 1,87 Meter betrug Consiglieris Wettkampfgewicht 94 Kilogramm.